# Verena Dietl

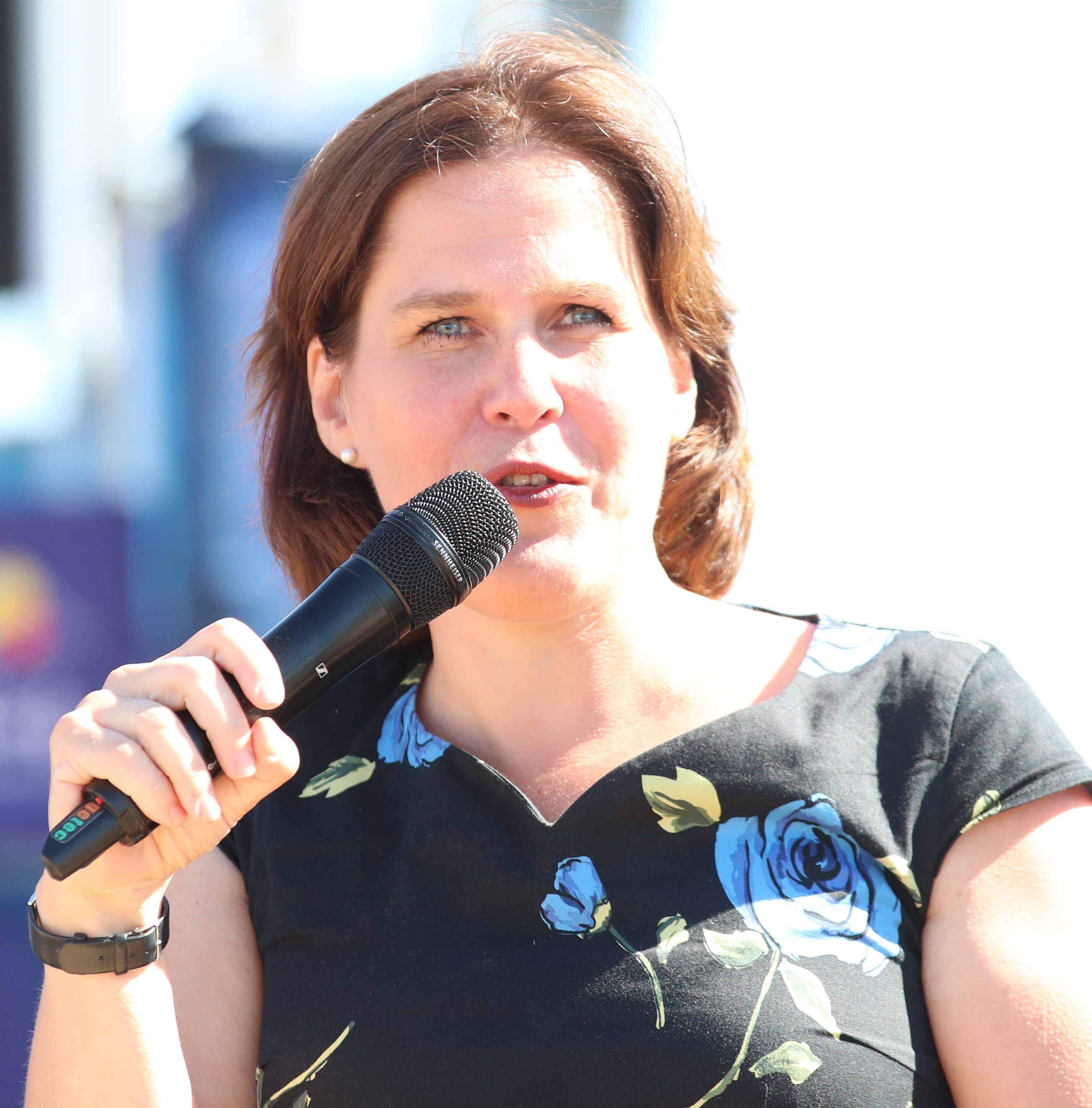
Verena Dietl (2022)

Verena Dietl (* 24. Juni 1980 in München) ist eine deutsche Kommunalpolitikerin (SPD).

## Werdegang
Dietl studierte Sozialpädagogik an der Katholischen Stiftungshochschule in München. Nach der Kommunalwahl 2002 übernahm sie ein Mandat im Bezirksausschuss Laim. Bei der Kommunalwahl 2008 zog sie in den Münchner Stadtrat ein, dem sie seither angehört. Sie war sportpolitische Sprecherin ihrer Fraktion und  Mitglied im Sozial-, im Kinder- und Jugendhilfe-, im Bildungs- und Sport- und im Finanzausschuss. Am 1. Oktober 2019 übernahm sie den Fraktionsvorsitz. Nach der Kommunalwahl 2020 wurde sie vom Stadtrat am 4. Mai 2020 als Dritte Bürgermeisterin gewählt.
Dietl ist Aufsichtsratsvorsitzende der Münchener Tierpark Hellabrunn AG und der Münchner Wohnen und war sechs Jahre Mitglied im Verwaltungsrat des TSV 1860 München.

## Leben
Dietl ist in Laim geboren, aufgewachsen und lebt heute noch in Laim. Bereits seit der Urgroßvater in eine Eisenbahnersiedlung gezogen ist, ist ihre Familie mit Laim verbunden. Dietl hat zwei Kinder.